# 青丝黄竹
青丝黄竹（学名：Bambusa eutuldoides var. viridivittata）为禾本科簕竹属下的一个变种。

## 扩展阅读
- 維基物種上的相關：青丝黄竹